# Кроватка.Ru
Кроватка.Ru (krovatka.ru) — российский интернет-чат для общения, созданный Артёмом Подстрешным в 1996 году. В 2003 году чат признавался одной из крупнейших интернет-платформ для общения.
По состоянию на 2025 год чат закрыт, на главной странице отображается надпись «это было лучшее время». Некоторые исследователи называют чат «культовым» или «легендарным», чат упоминается во множестве печатных пособий по пользованию интернетом, выходивших в 2000-х годах.

## Описание
Кроватка.Ru являлся одним из самых первых российских чатов для общения. Чат создавали два программиста: Артём Подстрешный (Art, Гавк) и Сергей Кириченко под ником Барат. Изначально чат был запущен на серверах Радио-МГУ по адресу chat.radio-msu.net. С приходом в команду чата Юрия Медницкого (Ranger) был реализован переход чата "Кроватка" на новый сервер и началось поэтапное открытие новых тематических каналов для целевой аудитории. Главная страница чата стала доступна по адресу krovatka.ru, в качестве домена второго уровня использовались названия каналов (flirt.krovatka.ru, 30.krovatka.ru, sexchat.krovatka.ru и т.п.). Первая версия чата осталась доступна, к старому адресу chat.radio-msu.net добавился удобный адрес old.krovatka.ru.
К 2020 году в чате функционировали 25 каналов: «Основная», «Ромашка», «Любовь», «Знакомства», «Компьютеры», «Романтика», «Флирт», «Клубничка(би)», «Секс-чат», «Кому за 30», «Свобода», «Искусство», «Новички», «Студенты», «Бизнес», «Омут», «Москва», «Музыка», «Спорт», «Подростки», «Розочка», «Гости», «Питер», «Администрация». Для тех, кто предпочитал общаться на английском языке, существовала комната «English».
На сайте действовала строгая модерация: пользователи, которые нарушали правила общения в общем фрейме чата, могли быть подвергнуты наказаниям модераторами (киллерами) канала от предупреждения на 1 минуту до удаления на неделю. В отсутствие модераторов зарегистрированные пользователи могли инициировать голосование за помещение нарушителя в тотальный игнор. В случае положительного решения сообщения наказанного переставали появляться в общем фрейме. Также в чате имелся канал «Свобода», в котором был отключен фильтр нецензурных слов (матотестер) и разрешалось общение с использованием ненормативной лексики.
В чате имелись приваты (общение между двумя собеседниками происходило в отдельном окне), личные сообщения, которые видны только собеседнику. Также была реализована функция личного игнора, при ее использовании сообщения конкретного пользователя не отображались в общем фрейме у того, кто ей воспользовался.
На сайте когда-то действовал форум, однако потом был отключен. WAP-версия чата удалена. Имелась фотогалерея, почта, поиск по анкетам.
Чат обладал уникальными для своего времени функциями, многие из которых ранее не встречались в чатах Рунета и впервые были внедрены в Кроватке. Это такие функции как проверка сообщений на нецензурную лексику (анти-мат, он же матотестер), рейтинг пользователя (опыт), тотальный игнор. Последний представлял собой способ коллективного модерирования, при котором участники чата голосуют за помещение пользователя, доставляющего неудобства, в список невидимых для всех.
Некоторые, наиболее опытные пользователи чата, утверждают, что Кроватка первая среди российских чатов ввела для зарегистрированных пользователей анкеты с расширенным функционалом, таким как фотогалерея и  отправка личных сообщений.
С сентября 2020 года действует фанатская копия, доступная по адресу koika.su. Чат сохранил прежние стилистические и дизайнерские решения, без брендинга, но использует полностью новый код серверной и клиентской части. Воссоздан почти весь функционал. Доступны 6 каналов: «Секс-чат», «Знакомства», «Флирт», «Свобода», «Искусство», «Викторина».  В чат периодически заходят самые опытные пользователи старой Кроватки, со стажем 20 и более лет.
В конце 2024 года на главной странице чата появилась надпись черного цвета "Larin 1975-2024", что вызвало среди бывших пользователей чата слухи о том, что скончался Андрей Куля — один из руководителей компании Hit.ru, осуществлявшей техническую поддержку чата "Кроватка" с 2005 года. Sodom, Admin, Ларин — ники, которые использовал Андрей Куля при общении в чате. 

### Статистика и анализ
- Кроватка.Ru в Яндекс.Каталог
- Кроватка.Ru в Dmoz (недоступная ссылка)
- Кроватка.Ru в рейтинге @mail.ru (недоступная ссылка)